# Melanophylla
Melanophylla är ett släkte av tvåhjärtbladiga växter. Melanophylla ingår i familjen Torricelliaceae.
Kladogram enligt Catalogue of Life:
| Melanophylla | \| \| Melanophylla alnifolia \| \| \| \| \| \| Melanophylla angustior \| \| \| \| \| \| Melanophylla aucubifolia \| \| \| \| \| \| Melanophylla crenata \| \| \| \| \| \| Melanophylla madagascariensis \| \| \| \| \| \| Melanophylla modestei \| \| \| \| \| \| Melanophylla perrieri \| \| \| \| |
|              | \| \| Melanophylla alnifolia \| \| \| \| \| \| Melanophylla angustior \| \| \| \| \| \| Melanophylla aucubifolia \| \| \| \| \| \| Melanophylla crenata \| \| \| \| \| \| Melanophylla madagascariensis \| \| \| \| \| \| Melanophylla modestei \| \| \| \| \| \| Melanophylla perrieri \| \| \| \| |
|              | Aralidium |
|              | |
|              | Torricellia |
|              | |
|              | Melanophylla alnifolia |
|              | |
|              | Melanophylla angustior |
|              | |
|              | Melanophylla aucubifolia |
|              | |
|              | Melanophylla crenata |
|              | |
|              | Melanophylla madagascariensis |
|              | |
|              | Melanophylla modestei |
|              | |
|              | Melanophylla perrieri |
|              | |

|  | Melanophylla alnifolia        |
|  |                               |
|  | Melanophylla angustior        |
|  |                               |
|  | Melanophylla aucubifolia      |
|  |                               |
|  | Melanophylla crenata          |
|  |                               |
|  | Melanophylla madagascariensis |
|  |                               |
|  | Melanophylla modestei         |
|  |                               |
|  | Melanophylla perrieri         |
|  |                               |